# Emarèse
Emarèse  egy olasz község Valle d'Aosta régióban.

## Elhelyezkedése

Emarèse község Valle d'Aosta térképén

Szomszédos települések :Brusson, Challand-Saint-Anselme, Challand-Saint-Victor, Montjovet és Saint-Vincent.